# Fannia fasciata
Fannia fasciata är en tvåvingeart som beskrevs av Stein 1918. Fannia fasciata ingår i släktet Fannia och familjen takdansflugor. Inga underarter finns listade i Catalogue of Life.